# Пыренка
Пыренка — деревня в Думиничском районе Калужской области России. Входит в сельское поселение «Деревня Высокое».

## География
В Атласе Калужского наместничества 1782 г., составленном по данным ревизии 1765 г., на карте Жиздринского уезда на речке Пыренка, притоке речки Ясенок, никаких населенных пунктов не указано.

## История
Земельный (лесной) участок числился как находящаяся в споре часть пустоши Хотеновичи. В числе её владельцев, помимо помещиков, были крестьяне бывшего Дорогошанского монастыря.
Дача под заселение лесных земель выделена по специальному межеванию — новоселам отвели треть пустоши Хотенович. Обмежевание произвел в 1778 г. 16 октября прапорщик Ромпау. Приблизительно в то же время, что и Пыренка, образовались деревни Широковка, Пузановка, Кожановка.
В 1859 г. в Пыренке было 44 двора, 252 жителя. Находилась она в казенном владении. Основным занятием мужчин была добыча железной руды для Мальцовских заводов. Её отвозили на конных подводах за 30-40 верст, получая за пуд 10-12 копеек. После того, как была построена железная дорога Людиново — Шахта, расценки снизились до 5 коп.
В 1913—537 жителей, школа церковно-приходская.
Пыренка была центром кустарного кирпичного производства. По данным Всесоюзной переписи 1929 г. изготовлением кирпича занимались (домохозяйств): Пыренка — 139, Славинка — 24, п. Гуляй-Поле -, п. Иванов — 6, п.2-я Плавля — 8, п.1-й Пыренский 6.
1940 г. — 135 дворов, колхоз «Путь Ленина» (существовал с 1930 по 1954), сельский совет.
Во время войны Пыренка была освобождена от оккупантов в ходе Жиздринской операции в феврале-марте 1943 г. Уже в апреле был восстановлен колхоз: несколько семей (старики, дети) засеяли 3 га земли.
В 1954 г. колхоз «Путь Ленина» вошел в состав совхоза «Красный Октябрь», Пыренский сельсовет присоединен к Высокскому. В Пыренке было отделение совхоза. В 1972 г. в деревне насчитывалось 80 дворов.
Совхоз «Красный Октябрь» в 1993 реорганизован в одноимённый СПК, в 1998 — в ОАО «Нива». В 1992 из хозяйства выделилось ТОО «Будское» (Буда-Монастырская), существовавшее до 2000 г.
В 2005? ОАО «Нива» купил Паликский кирпичный завод.
В 2012 году в ОАО «Нива» 110 коров, обрабатывается ок. 1200 га сельхозугодий.

## Население
| 2002 | 2010 |
| ---- | ---- |
| 140  | ↘138 |

## Инфраструктура

### Предприятия и организации
- ОАО «Нива» (молочное скотоводство, производство зерна)
- Пыренский филиал Паликской средней школы № 2.

## Транспорт
Деревня доступна автотранспортом.